# Pigmenti del carbonio
I pigmenti del carbonio sono una serie di sostanze coloranti insolubili in acqua caratterizzate nella formulazione dall'elevato contenuto dell'elemento chimico carbonio e dalla struttura chimica indefinita ma principalmente costituita da composti ad elevata insaturazione. Il risultato cromatico è una esclusiva presenza di colorazioni nere e grigio scure. I maggiori rappresentanti di questi pigmenti sono il nerofumo e la grafite.

## Elenco
Pigmenti del carbonio secondo il Colour Index:
- PBk6 carbon black
- PBk7 lamp black
- PBk8 Vine black
- PBk9 Bone black
- PBk10 Graphite